# 半齿泽兰素
半齿泽兰素（英語：eupatorin）是一种有机化合物，化学式C18H16O7，可见于荔枝草、丝叶蓍、黄花蒿等物种。